# Nikon FE
Nikon FE — малоформатный однообъективный зеркальный фотоаппарат, выпускавшийся в Японии корпорацией Nippon Kogaku K. K. (сейчас — Nikon) с 1978 до 1983 года. Модель FE, входящая в линейку «компактных зеркалок» серии F, в отличие от механической модели FM оснащена электронноуправляемым затвором и автоматическим режимом приоритета диафрагмы. Корпорация впервые использовала в этом фотоаппарате гибкую печатную плату для монтажа электронных компонентов. 

## Технические особенности
В отличие от следующей модели Nikon FE2, название которой гравировалось на передней стенке, модель FE обозначалась только как префикс серийного номера сзади верхнего щитка.
Как и все остальные камеры «компактной» линейки, Nikon FE обладал следующими ключевыми особенностями:
- Несъёмная пентапризма, отображающая 93% площади кадра;
- Встроенный сопряжённый TTL-экспонометр, обеспечивающий центровзвешенный замер при полностью открытой диафрагме (англ. Full Aperture Metering);
- Сменные фокусировочные экраны впервые использованы в непрофессиональной модели Nikon. В отличие от профессиональных экранов, представляющих собой стеклянную плоско-выпуклую коллективную линзу в металлической рамке, плоская линза Френеля FE изготовлена из акрилата и не имеет оправы. Впоследствии такие же экраны использованы в остальных моделях «компактного» семейства: FE2, FM2, FA и FM3A[3];
- Система ADR (англ. Aperture Direct Readout) оптического отображения установленной диафрагмы в поле зрения видоискателя;
- Репетир диафрагмы;
- Механический автоспуск, осуществляющий подъём зеркала в начале работы;
- Механизм многократной экспозиции;
- Возможность использования приставного электропривода. Для всей линейки выпускался мотор MD-12 с частотой съёмки 3,2 кадра в секунду, не поддерживающий обратную перемотку;
- Сменная задняя крышка;

В отличие от профессиональных моделей, оснащаемых функцией предварительного подъёма зеркала, «компактная» серия не имела аналогичного механизма, частично ограничивая совместимость со старыми объективами Nikkor с коротким задним отрезком. Однако, вибрации от зеркала можно было исключить, используя автоспуск, который поднимал его в начале своего рабочего хода. Ещё одним отличием от профессиональных моделей был «горячий башмак» стандарта ISO 518, позволяющий использовать любые фотовспышки, в том числе сторонних производителей. Для отображения готовности вспышки светодиодом, расположенным над окуляром видоискателя, башмак оснащён дополнительным контактом.
Электронноуправляемый ламельный затвор с вертикальным ходом металлических шторок позволял бесступенчато отрабатывать выдержки в диапазоне от 1/1000 до 8 секунд. Синхронизация с электронной вспышкой возможна на выдержках не короче 1/125 секунды, а при отсутствии элементов питания затвор отрабатывал механическую выдержку 1/90 секунды. Кроме автоматической отработки выдержек, отображаемых в видоискателе стрелкой гальванометра, возможна их ручная установка.
Фотоаппарат совместим как с объективами, имеющими спецификацию AI и AI-S байонета F, так и с более старыми, если они не требуют предварительного подъёма зеркала. Для этого поводок кольца передачи значения диафрагмы вокруг фланца байонета сделан откидным. Однако, измерение экспозиции с такими объективами возможно только при рабочем значении диафрагмы.